# 竹山昭子
竹山 昭子（たけやま あきこ、1928年10月30日 - ）は、日本の放送史研究者、昭和女子大学元教授。日本の放送黎明期や太平洋戦争下におけるラジオ放送の実態解明など、放送史研究の第一人者として知られる。旧姓、楢木（ならき）。夫はTBSアナウンサー第2期生で、のち記録映像作家・作家の竹山恭二。

## 略歴
東京出身。日本女子大学文学部社会福祉学科卒業。1951年4月、父が戦死したために大学を卒業後に働かなければならないため、進駐軍の施設・物資・役務の調達や管理を扱う特別調達庁に入庁し調査・統計を担当。10月、東京放送（TBS）にアナウンサー第1期生として入社。
1961年5月、TBSを退職しフリーアナウンサーとして1967年頃まで活動。その後教職に就く。社会心理研究所（南博主宰）のメンバーとして研究活動。
1983年、立正大学短期大学部助教授。1988年、昭和女子大学文学部教授。1997年、昭和女子大学文学部教授を定年退任、名誉教授。

## 出演番組
- 昆虫記（TBSラジオ）[3][4]
- バイバイゲーム（TBSラジオ）[3][4]
- 名作アルバム（TBSラジオ）[3][4]
- 歌謡クイズ（1958年、TBSラジオ）[3][4]
- ご婚約者の横顔 ─正田美智子アルバム（1958年、TBSテレビ）ナレーション[12]
- ラジオ・ステーション・ブレイク朝7時台（1960年3月、TBSラジオ）火曜日[13]

## 著書
- 『話し方コミュニケーション』白桃書房　1985
- 『玉音放送』晩声社　1989
- 『戦争と放送 史料が語る戦時下情報操作とプロパガンダ』社会思想社　1994　吉川弘文館、2018
- 『ラジオの時代 ラジオは茶の間の主役だった』世界思想社　2002
- 『史料が語る太平洋戦争下の放送』世界思想社　2005
- 『その時ラジオは 太平洋戦争下』朝日新聞出版 2013

## 共編著
- 『職場の話し方上達法 "話し方"できみは変わる』堀川直義共著　朝日ソノラマ　1981
- 『メディア史を学ぶ人のために』有山輝雄共編　世界思想社　2004